# Milisekunda
Milisekunda (ms) – podwielokrotna jednostka czasu w układzie SI, równa jednej tysięcznej sekundy.
1 ms = 10−3 s = 1/1000 s
10 milisekund (jedna setna sekundy) nazywa się centysekundą i oznacza symbolem cs.
100 milisekund (jedna dziesiąta sekundy) nazywa się decysekundą i oznacza symbolem ds.

## Przykłady
- 1 milisekunda (1 ms) – czas cyklu częstotliwości 1 kHz; czas potrzebny fali dźwiękowej na pokonanie ok. 34 cm
- 1,000692286 milisekundy – czas potrzebny światłu do przebycia 300 kilometrów w próżni
- od 1 do 5 milisekund – standardowy czas reakcji matrycy w monitorach LCD
- 3 milisekundy – uderzenie skrzydłami muchy
- 4 milisekundy – średni czas potrzebny do umieszczenia głowicy w wybranym obszarze zaawansowanych dysków twardych
- 5 milisekund – uderzenie skrzydeł pszczoły
- od 5 do 80 milisekund – tempo uderzeń skrzydłami kolibra
- 8 milisekund – 1/125 sekundy, standardowy czas pracy migawki aparatu fotograficznego; czas zmiany biegów w przekładni DSG
- 10 milisekund – czas cyklu częstotliwości 100 Hz
- 16,67 milisekund (1/60 sekundy) – tercja; 60 Hz częstotliwość napięcia w sieci w Amerykach (m.in. USA, Kanada, Brazylia)
- 20 milisekund – 50 Hz częstotliwość napięcia w sieci w Europie
- 31,25 milisekund – stodwudziestoósemka, nuta grana przez 1/128 trwania całej nuty
- 33,367 milisekund – czas trwania jednej klatki w formacie wideo 29,97 fps (system NTSC)
- 41,667 milisekund – czas trwania jednej klatki w formacie wideo 24 fps (film w kinie)
- 41,708 milisekund – czas trwania jednej klatki w formacie wideo 23.976 (24/1,001) fps
- 50 milisekund – czas cyklu częstotliwości na granicy słyszalności, 20 Hz
- 60 milisekund – czas cyklu częstotliwości 16,7 Hz używanej w sieciach trakcyjnych
- od 5 do 80 milisekund – typowe opóźnienie w szerokopasmowym dostępie do Internetu (istotny parametr w grach online)
- 134 milisekundy – czas potrzebny światłu na okrążenie ziemskiego równika
- 300 do 400 milisekund – czas potrzebny ludzkiemu oku na mrugnięcie
- 430 do 500 milisekund – popularne tempo w muzyce tanecznej (120−140 BPM)
- 860 milisekund – średni czas spoczynku ludzkiego serca